# Casa Fuset

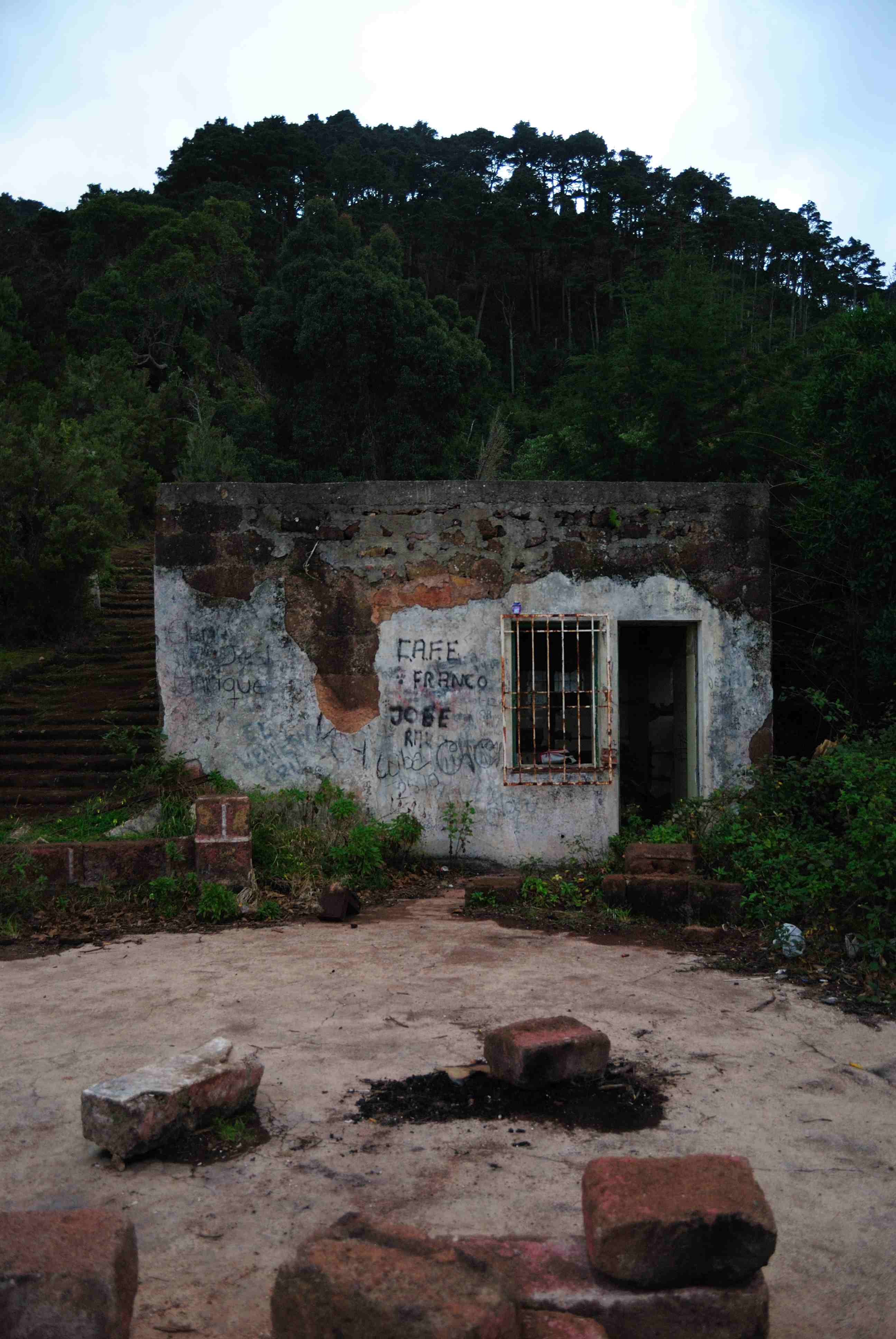
Exterior de la Casa Fuset en El Moquinal.

La Casa Fuset, también llamada Casa de Franco o Casa del Pánico, es un edificio abandonado y parcialmente en ruinas, situado en la zona montañosa de El Moquinal en el municipio de San Cristóbal de La Laguna (Tenerife, España). El inmueble es conocido principalmente porque según la creencia popular en él se alojó el dictador Francisco Franco y por ser usada como refugio por el asesino y criminal Dámaso Rodríguez Martín.

## Historia

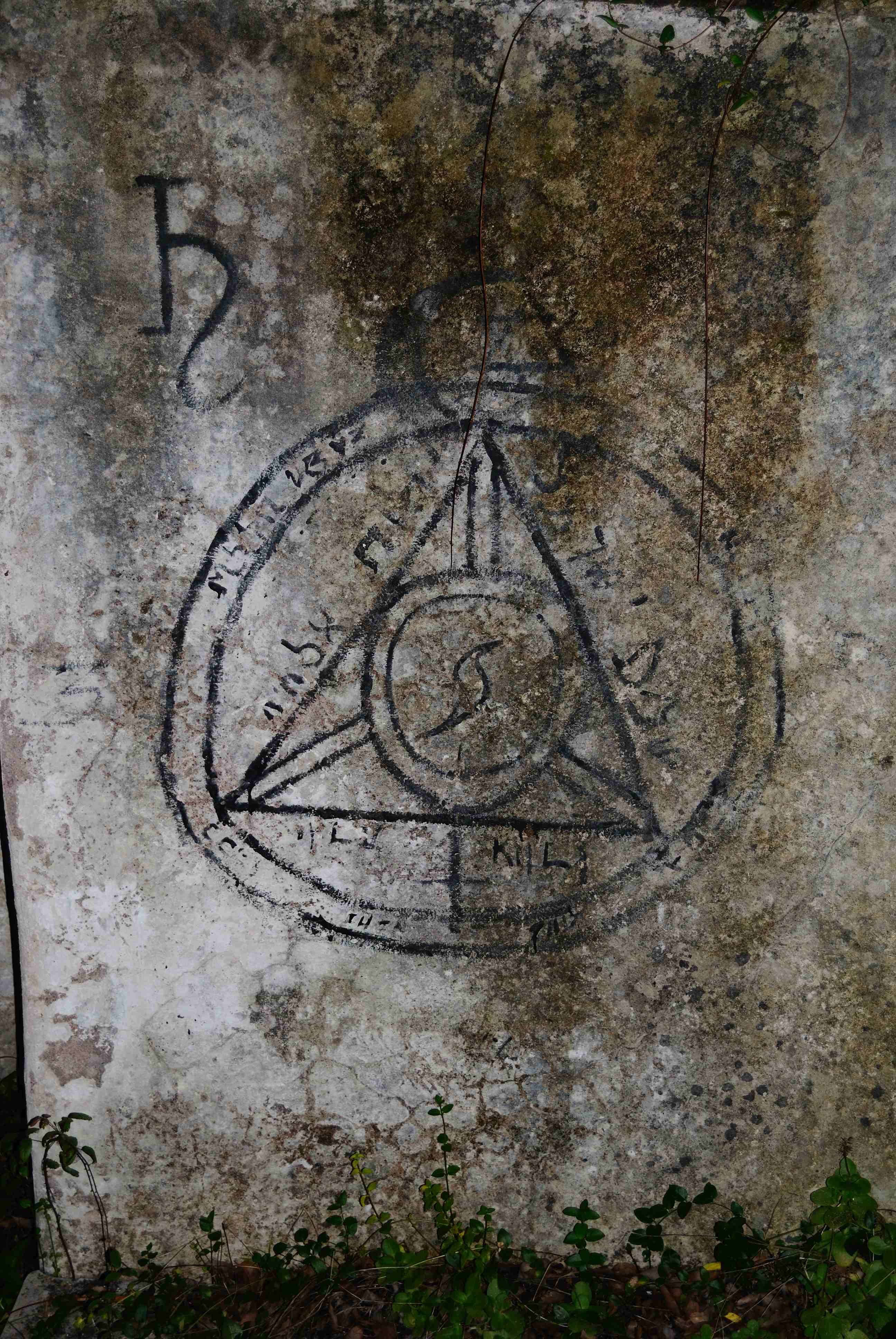
Símbolo mágico pintado en la casa.

Los terrenos en donde se ubica la casa, ubicada en una zona boscosa y difícilmente accesible situada en el macizo de Anaga (concretamente en El Moquinal) perteneció a Benito Pérez Armas, conocido político, periodista y literato canario, el cual se casó en 1914 con Elena González de Mesa cuya familia era propietaria de las tierras de los alrededores de la casa desde el siglo XVIII. Tras la muerte de Pérez Armas, el lugar pasó como propiedad a Lorenzo Martínez Fuset (de quién tomaría el nombre el inmueble), de origen andaluz, el cual vivió en Santa Cruz de Tenerife desde 1921 a 1922. En 1927, Fuset se casó con la hija de Benito Pérez Armas. La casa sería construida en los años 40.
El edificio estuvo habitado hasta los años 80, tras lo cual fue abandonado y permanece desde entonces en estado ruinoso.
En 1991 en la zona en donde se ubica la Casa Fuset se escondió el asesino Dámaso Rodríguez Martín (apodado "El Brujo") durante su fuga de la prisión Tenerife II. Este criminal murió durante la persecución policial de la que fue objeto, si bien no en la Casa Fuset como habitualmente se piensa.

## En la cultura popular

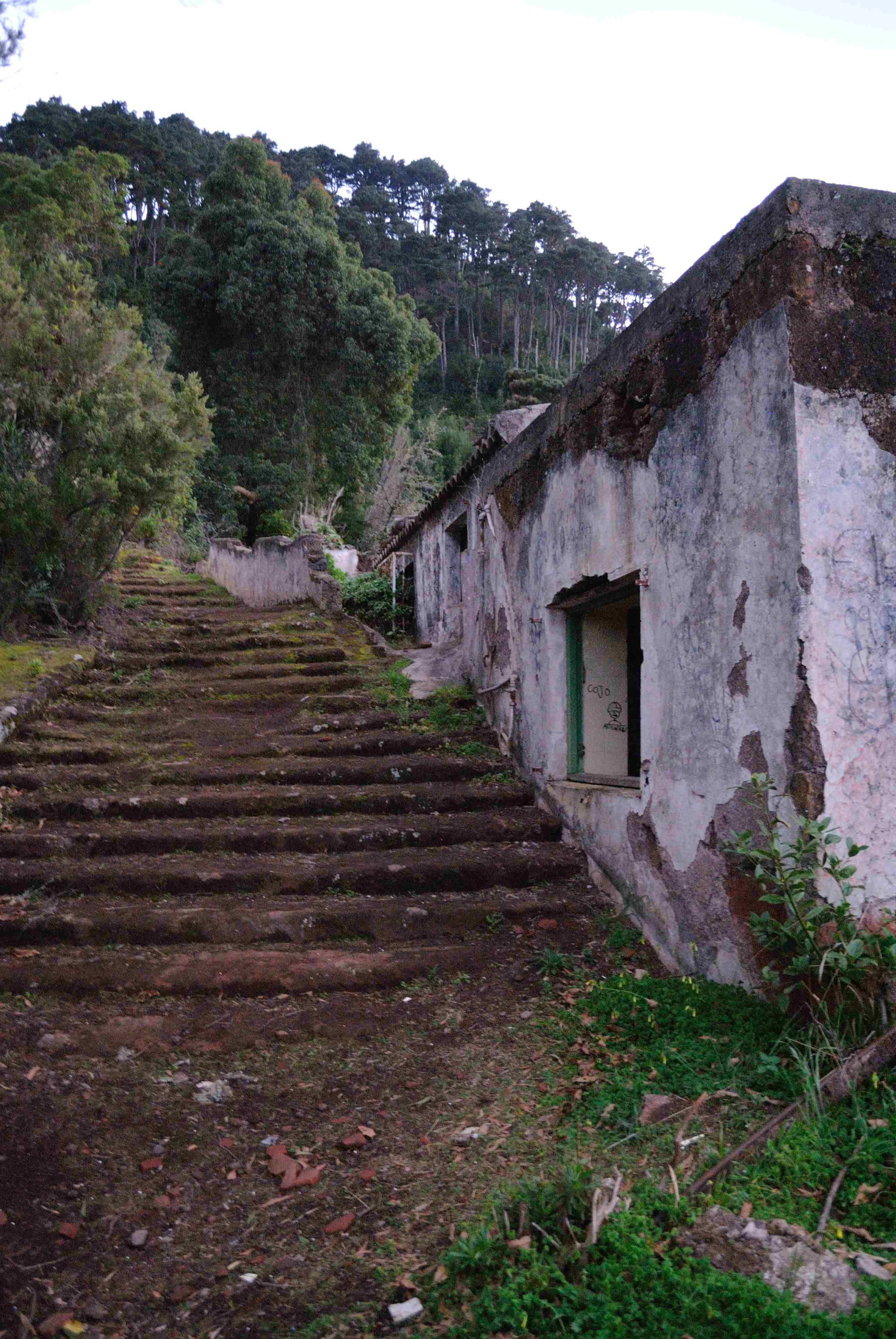
Escaleras laterales de la casa.

Popularmente se cree que la Casa Fuset fue visitada por Francisco Franco durante la estancia de este y su familia en Tenerife e incluso que el dictador vivió allí. Si bien nada de lo cual es cierto, debido entre otras cosas a que la casa fue construida en la década posterior a la estancia de Franco en la isla. Lo que sí es cierto, es que Lorenzo Martínez Fuset entabló amistad con la Familia Franco durante su estancia en Tenerife y de hecho, a Fuset le sería encomendada la custodia y protección de la mujer del dictador, Carmen Polo y su hija mientras Franco iniciaba la sublevación en la Península.
La Casa Fuset es frecuentemente vinculada con fenómenos paranormales. En el inmueble abundan símbolos cabalísticos y satánicos pintandos en las paredes. Los partidarios de lo paranormal aseguran que en la casa se realizan rituales satánicos, que se oyen disparos en la noche y que se obtienen psicofonías en ella.
La casa fue protagonista de uno de los episodios del programa televisivo español Cuarto Milenio y del radiofónico Milenio 3.